# Gabriel Westerberg
Frans Gabriel Westerberg, född omkring 1754, dödsår saknas, var en svensk målare.
Han var son till spegelfabrikören Olof Fransson Westerberg och Anna Sofia Kühl. Westerberg studerade vid Konstakademien i Stockholm och deltog i akademiens utställning 1777 med målningen En Cavailler, bärande en pappersrouleau. Bland hans kända verk märks porträttet i olja av ryttmästaren greve Axel Hamilton från 1775 och porträttet av greve JF von Schwerin från 1778. Förutom porträtt målade han motiv med allegoriska motiv. För Jakobstads kyrka i Finland utförde han altarmålningarna Frälsaren på korset och Den dyra och heliga nattvarden 1784.  